# Левенте
Левенте — старинное венгерское мужское имя. Значение имени — «маленькое существо»: levő — существо + ente — уменьшительно-ласкательный суффикс. Также имеет место форма Liüntika.
В наше время используется только в венгерском языке, в качестве мужского имени. Короткая форма Levi совершенно не связана с еврейским именем Levi, и часто пишется как Levy. Слэнговая форма Lecsó также популярна среди венгерской молодёжи.
Левентек (мн.ч., образованное от ед.ч. Левенте, венг. Leventék) — военизированная юношеская организация в Венгрии в период между Первой и Второй мировыми войнами.

## Именины
- 18 июня
- 28 июня

## Известные Левенте
Левенте — список известных людей с именем или фамилией Левенте.